# Bernard z Tremelay
Bernard z Tremelay († 16. srpna 1153) byl čtvrtým velmistrem Templářského řádu.
Pocházel pravděpodobně z Burgundska z okolí města Dijonu. Do Palestiny přišel nejspíše s druhou křížovou výpravou. Po rezignaci Evrarda z Barré se v lednu 1153 stal velmistrem řádu. Ve funkci však dlouho nepobyl. Již 16. srpna zahynul při dobývání přístavu Aškalon, tehdy ovládaného Egypťany, když se mu podařilo se čtyřiceti templáři proniknout do města.